# Estradiol
L'estradiol és una hormona sexual femenina (però que també està present en mascles) del grup dels estrògens dels quals és la principal. L'estradiol no només té un impacte crític en el funcionament reproductiu i sexual sinó que també afecta altres òrgans incloent els ossos.
Se sintetitza als ovaris i participa en els desenvolupament sexual de la femella. Referit al cicle ovulatori de la dona, cicle de 28 dies, l'estradiol se sintetitza abans de l'ovulació, per estimular la secreció del mucus uterí, que té característiques de fertilitat, ja que és important perquè els espermatozoides arriben a l'òvul.
El 17-beta estradiol és produït pel fol·licle de Graaf i el cos luti, estimula l'engruixament de l'endometri i s'excreta amb l'orina.
El estradiol també està present en els mascles humans, sent produïda com un metabòlit actiu de la testosterona per l'enzim aromatasa. Els nivells d'estradiol en els homes (8-40 pg / ml) són més o menys comparables als d'una dona postmenopàusica.
Estradiol és responsable del desenvolupament de característiques sexuals secundàries femenines com els pits, l'eixamplament dels malucs i un patró de distribució de greixos associat a les dones i és important en el desenvolupament i manteniment de teixits reproductors femenins com les glàndules mamàries, l'úter, i vagina durant la pubertat, l'edat adulta i l'embaràs.
També té efectes importants en molts altres teixits, inclosos els ossos, els greixos, la pell, el fetge i el cervell. Tot i que els nivells d'estradiol en els homes són molt inferiors en comparació amb els de les dones, l'estradiol també té papers importants en els homes. A part dels humans i altres mamífers, l'estradiol també es troba en la majoria de vertebrats i crustacis, insectes, peixos i altres espècies animals.

## Funcions biològiques

### Desenvolupament sexual
El desenvolupament de característiques sexuals secundàries en les dones està impulsat per estrògens, per ser específics, l'estradiol. Aquests canvis s'inicien en l'època de la pubertat, la majoria s'incrementen durant els anys reproductors i es manifesten menys amb la disminució del suport d'estradiol després de la menopausa. Així, l'estradiol produeix desenvolupament mamari i és responsable dels canvis en la forma del cos, que afecten els ossos, les articulacions i la deposició de greixos. En les dones, l'estradiol indueix el desenvolupament de la mama, l'eixamplament dels malucs, una distribució femenina del greix (amb greixos dipositats especialment als pits, malucs, cuixes i natges) i la maduració de la vagina i la vulva, mentre que és mediador del l'estirada -creixement puberal- (indirectament mitjançant augment de la secreció d'hormones de creixement) i tancament de l'epifisi (limitant així l'alçada final) en ambdós sexes.

### Reproducció

#### Aparell reproductor femení
En la femella, l'estradiol actua com una hormona de creixement del teixit dels òrgans reproductors, donant suport al revestiment de la vagina, a les glàndules cervicals, a l'endometri i al revestiment de les trompes de Fal·lopi. Millora el creixement del miometri. L'estradiol sembla necessari per mantenir els ovòcits a l'ovari. Durant el cicle menstrual, l'estradiol produït pels creixents fol·licles desencadena, mitjançant un sistema de retroalimentació positiva, els esdeveniments hipotalàmics-hipofisiàtics que condueixen a la surgència hormonal luteinitzant, induint l'ovulació. A la fase luteal, l'estradiol, juntament amb la progesterona, prepara l'endometri per a la seva implantació. Durant l'embaràs, l'estradiol augmenta a causa de la producció placentària.

#### Aparell reproductor masculí
L'efecte de l'estradiol (i els estrògens en general) sobre la reproducció masculina és complex. L'estradiol es produeix per l'acció de l'aromatasa principalment a les cèl·lules de Leydig dels testicles dels mamífers, però també per algunes cèl·lules germinals i les cèl·lules de Sertoli dels mamífers immadurs. Funciona (in vitro) per prevenir l'apoptosi dels espermatozoides masculins. Tot i que alguns estudis a principis de la dècada de 1990 van reivindicar una connexió entre el declivi global de l'espermatozoide i l'exposició als estrògens al medi, els estudis posteriors no van trobar aquesta connexió, ni evidència d'un descens general del nombre d'espermatozoides. La supressió de la producció d'estradiol en una subpoblació d'homes subfèrtils pot millorar els resultats de l'anàlisi del semen.
Els homes amb certes condicions genètiques cromosòmiques sexuals, com la síndrome de Klinefelter, tindran un nivell més elevat d'estradiol.

#### Sistema esquelètic
L'estradiol té un efecte profund sobre l'ossada. Els individus sense ell (o altres estrògens) es faran alts i eunucoïdes, ja que el tancament de l'epifisi es retarda o no es produeix. Els nivells baixos d'estradiol també poden predir fractures, amb el risc més elevat en particular en homes amb baix nivell total d'hormones sexuals i alt nivell de globulina d'unió a hormones sexuals (SHBG). La densitat òssia també es veu afectada, produint osteopènia precoç i osteoporosi. Les dones que han passat la menopausa experimenten una pèrdua accelerada de massa òssia a causa d'una deficiència relativa d'estrògens.